# Melton Constable
Melton Constable is een civil parish in het bestuurlijke gebied North Norfolk, in het Engelse graafschap Norfolk met 618 inwoners.